# بول أغوستينو
بول أغوستينو (بالإنجليزية: Paul Agostino) مواليد 9 يونيو 1975 في أديليد، هو لاعب كرة قدم أسترالي سابق كان يلعب كمهاجم. لعب خلال مسيرته 395 مباراة سجل خلالها 124 هدفاً.

## المسيرة الاحترافية

### أندية لعب لها
- نادي يانغ بويز الرياضي
- نادي بريستول سيتي
- ميونخ 1860
- نادي أديلايد يونايتد لكرة القدم

## روابط خارجية
- بول أغوستينو على موقع الاتحاد الدولي (مؤرشف)  (الإنجليزية)
- بول أغوستينو على موقع قاعدة بيانات كرة القدم.إي يو (الإنجليزية)
- بول أغوستينو على موقع بيانات كرة القدم. دي إي (الألمانية)
- بول أغوستينو على موقع ناشيونال فوتبول تيمز (الإنجليزية)
- بول أغوستينو على موقع عالم كرة القدم.نت (الإنجليزية)
- بول أغوستينو على موقع أوليمبيديا (الإنجليزية)
- بول أغوستينو على موقع اللجنة الأولمبية الأسترالية (الإنجليزية)